# حفاظات الكبار
حفاظات البالغين (أو حفاظات كبار السن) هي حفاظات تم تصنيعها للارتداء من قبل شخص ذو جسم أكبر من جسد الرضيع أو الطفل. يمكن أن تكون الحفاضات ضرورية للبالغين الذين يعانون من حالات مختلفة، مثل سلس البول وضعف الحركة والإسهال الحاد أو الخرف. يتم تصنيع حفاظات البالغين بأشكال مختلفة، بما في ذلك تلك التي تشبه حفاظات الأطفال التقليدية، والملابس الداخلية، ورقع تشبه المناديل الصحية (المعروفة باسم باتشات سلس البول). ويتم استخدام البوليمر الفائق الامتصاص في المقام الأول في صناعتها من اجل امتصاص النفايات والسوائل الجسدية.
كما يتم استخدام مصطلحات بديلة مثل «منتجات سلس البول».

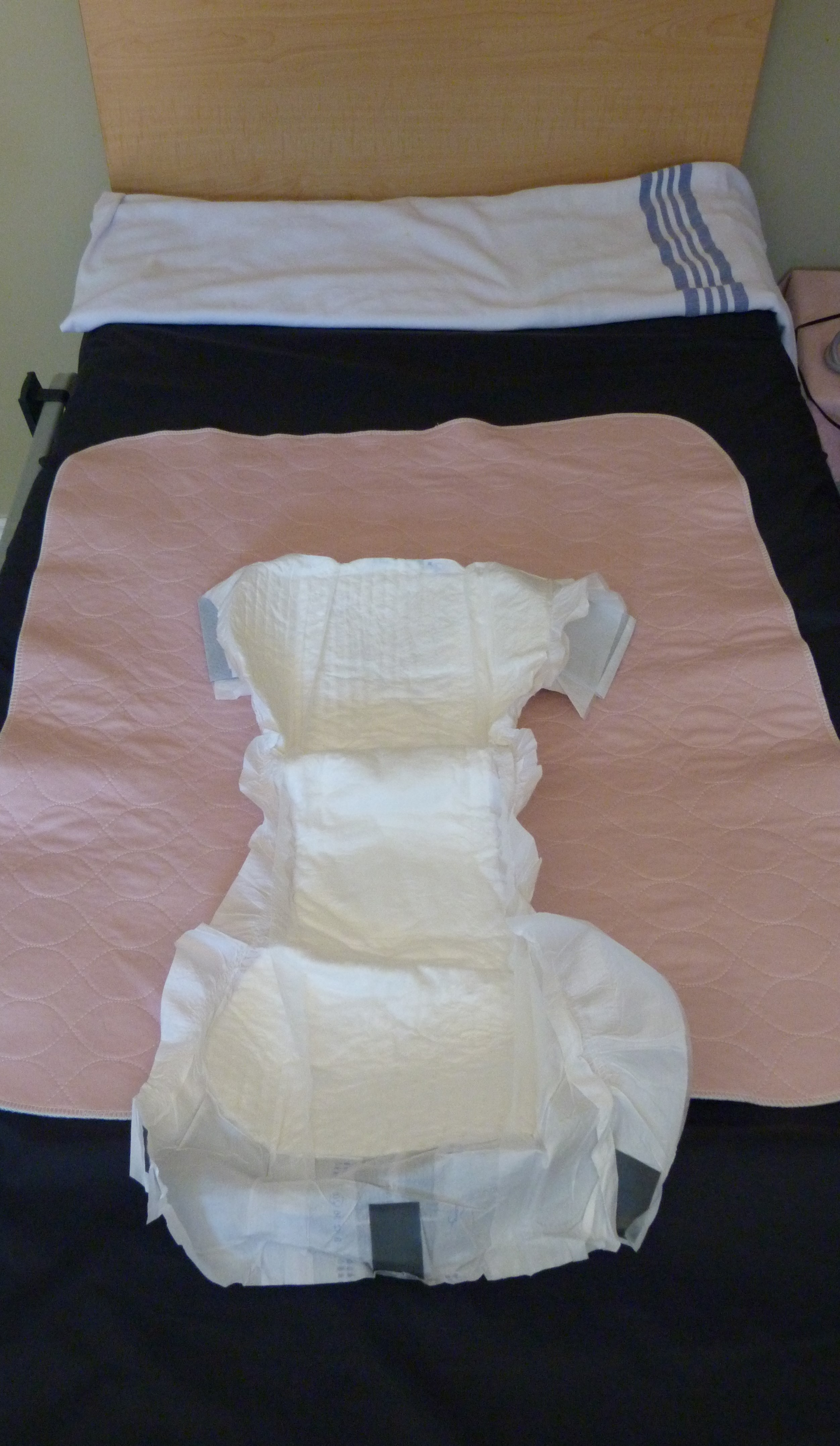

## السوق العالمية
بلغ حجم حفاظات الكبارفي السوق العالمي في 2016 ما قيمته 9.8 مليار دولار، بزيادة 9.2 مليار دولار أمريكي في عام 2015. ويتوقع أن ترتفع مبيعات حفاضات الكبار في الولايات المتحدة 48 في المئة من عام 2015 إلى عام 2020 مقارنة بـ 2.6 في المئة عن حفاضات الطفل. وبلغت منتجات سلس البول للكبار بسوق اليابان 1.8 مليار دولار في عام 2016، نحو 20 في المئة من السوق العالمية.

## الاستخدام

### الرعاية صحية
غالبًا ما يحتاج الأشخاص الذين يعانون من حالات طبية تجعلهم يعانون من سلس البول أو البراز إلى حفاضات أو منتجات مماثلة لأنهم غير قادرين على التحكم في المثانة أو الأمعاء. قد يلبس الأشخاص الذين ينامون في الفراش أو في الكراسي المتحركة، بما في ذلك أولئك الذين لديهم تحكم جيد في الأمعاء والمثانة، حفاضات لأنهم غير قادرين على الوصول إلى المرحاض بشكل مستقل. أولئك الذين يعانون من ضعف الإدراك، مثل الخرف، قد يحتاجون إلى حفاضات لأنهم قد لا يدركون حاجتهم للوصول إلى المرحاض.

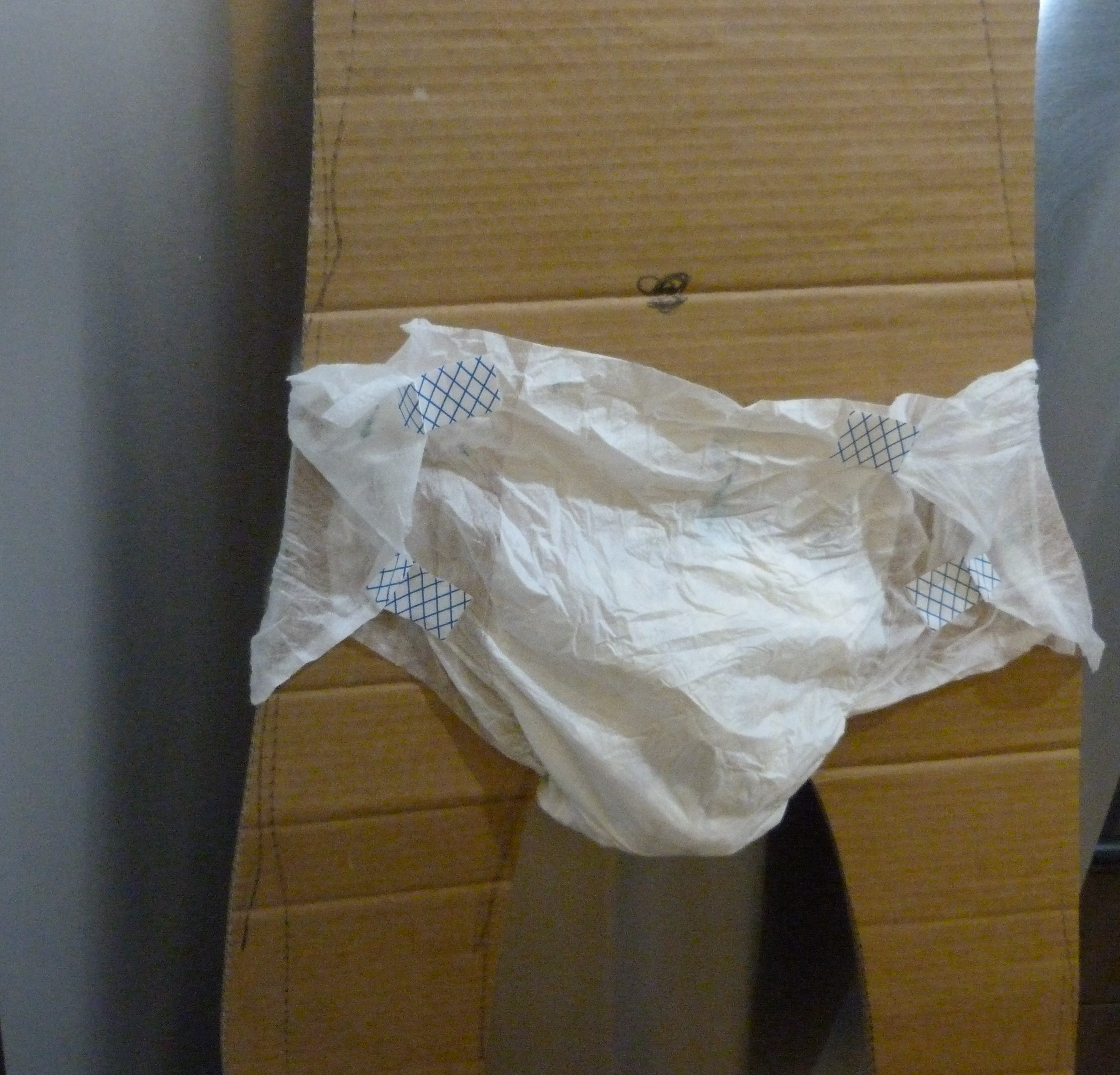
حفاضات الكبار

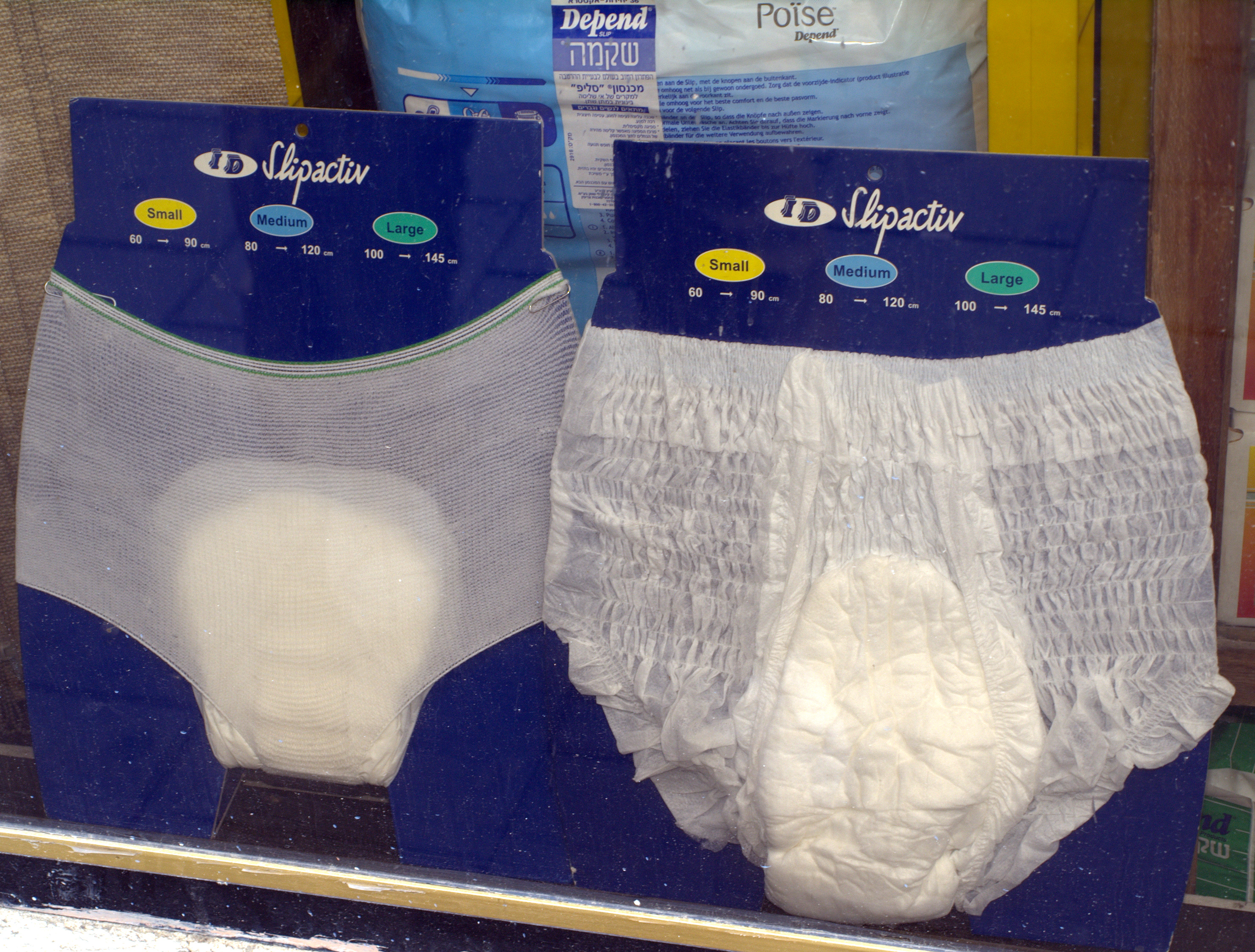
حفاضات الكبار للرجال والنساء في شكل سروال داخلي.

### رواد الفضاء
يرتدي رواد الفضاء حفاظات تشبه الجذع تسمى «ملابس الإمتصاص الفائقة» أو بالإنجليزية MAGs أثناء الإقلاع والهبوط. في مهام المكوك الفضائي، يتلقى كل فرد من أفراد الطاقم ثلاث حفاظات - للإطلاق وإعادة الدخول وتخزينها في حال تم إلغاء إعادة الدخول وإعادة المحاولة في وقت لاحق. تم تطوير هذه الحفاضات من النسيج فائق الامتصاص المستخدم والتي يمكن التخلص منها، والذي يمكن أن يزيد وزنه عن 400 مرة، حتى يتمكن رواد فضاء Apollo من البقاء اثناء القيام بنشاط خارج المركبة لمدة ست ساعات على الأقل. 
في الأصل، كانت رائدات الفضاء الوحيدات اللائي يرتدين «الملابس القصوى للامتصاص»، لأن أجهزة تجميع الفضلات بالمركبة والتي يستخدمها الرجال غير مناسبة لهن؛
ومع ذلك، فإن التقارير عن راحتهن في استخدام تلك الحفاظات وفعاليتها أقنعت الرجال في النهاية ببدء ارتداء الحفاضات أيضًا. 
وقد ارتفع الوعي العام بموضوع حفاظات رواد الفضاء بشكل ملحوظ بعد اعتقال ليزا نواك، رائدة فضاء ناسا المتهمة بمحاولة القتل والتي كانت اكتسبت سمعة سيئة في وسائل الإعلام عندما ذكرت الشرطة أنها قد قطعت مسافة 900 ميل، مع ارتدائها حفاظات للكبار حتى لا تضطر إلى التوقف من اجل التبول.
ثم أصبحت تلك الحفاضات موضوعا خصبا للعديد من الكوميديين التلفزيونيين، بالإضافة إلى تضمينها في تعديل بقصة القانون والنظام: النية الإجرامية ، على الرغم من إنكار رائدة الفضاء «نواك» أنها ارتدتها في تلك القضية المشهورة.

### أخرى
تشمل المواقف الأخرى التي يتم فيها ارتداء الحفاضات بسبب عدم توفر المرحاض أو عدم السماح به لفترة أطول من قدرة تحمل المثانة البولية العادية في بعض الظروف الخاصة في الدول الغربية مثل، 
- الحراس الذين يجب عليهم البقاء في الخدمة وعدم السماح لهم بمغادرة وظائفهم؛ وهذا ما يسمى أحيانا «مبولة الحارس». [5] [6]
- بعض السجناء المحكوم عليهم بالإعدام الذين على وشك إعدامهم يرتدون «حفاضات إعدام» لجمع سوائل الجسم المطرودة أثناء وفاتهم وبعدها.[11]
- قد يرتدي الأشخاص الذين يغوصون في لباس الغوص (في أوقات سابقة في الغالب في الغطس القياسي) حفاضات لأنهم تحت الماء باستمرار لعدة ساعات.[12]
- وبالمثل، قد يرتديها الطيارون في رحلات طويلة.[13]
- في عام 2003، ذكرت مجلة هازاردز أن العمال في مختلف الصناعات كانوا يرتدون حفاضات لأن رؤساءهم يحرمونهم من استراحة المرحاض أثناء ساعات العمل. قالت إحدى النساء إنها اضطرت إلى إنفاق 10٪ من أجرها على منصات سلس البول لهذا السبب.[14] [15]
- ذكرت وسائل الإعلام الصينية في عام 2006 أن الحفاضات هي وسيلة شائعة لتجنب طوابير طويلة للمراحيض في قطارات السكك الحديدية خلال موسم السفر للعام القمري الجديد.[16]
- في ألمانيا، يتم وضع المرضى الأصغر سنا في غيبوبة في حالة سكر في حفاضات المستشفى.[17] [18]